# 豆甾烷
豆甾烷或译为豆固烷（英語：Stigmastane，或24R-乙基胆甾烷，24R-ethylcholestane）是一种四环三萜物质，和胆甾烷、麦角甾烷等甾烷可以作为早期真核生物的化学标志物

5α-豆甾烷
5β-豆甾烷